# Saara (Nobitz)
Saara è una frazione del comune tedesco di Nobitz, in Turingia. Costituì un comune autonomo fino al 31 dicembre 2012.